# 下品野村
下品野村（しもしなのむら）は、愛知県東春日井郡にかつてあった村である。
現在の瀬戸市の一部（品野町・中品野町・窯町・八床町・落合町など）に該当する。

## 歴史
- 1889年（明治22年）10月1日 - 中品野村、下品野村が合併し、下品野村が発足。
- 1906年（明治39年）7月16日 - 掛川村、上品野村と合併し、品野村が発足。同日下品野村は廃止。